# Dona Drake
Dona Drake (nacida Eunice Westmoreland; 15 de noviembre de 1914 – 20 de junio de 1989) fue una actriz, cantante y bailarina estadounidense, popular en las décadas de 1940 y 1950.

## Primeros años
Nacida en Miami, Florida en 1914 como una de los cinco hijos de Joseph Westmoreland y su esposa Novella (de soltera, Smith). Los informes del censo estadounidense identifican a sus abuelos como un matrimonio afroamericano y los otros un matrimonio mixto blanco-mulata.
Comenzó a actuar como corista y en clubes nocturnos en 1932, bajo el nombre artístico de Una Villon, que en 1935 cambió a Rita Rio cuando apareció en el cabaret Paradise de Broadway. Además de cantar y bailar, a veces tocaba algunos instrumentos y ocasionalmente dirigía la orquesta. En 1936, ella y otra artista formaron una orquesta femenina. Después de que el grupo atravesara problemas económicos en 1940, ella se fue a Hollywood, donde hizo pruebas de pantalla bajo el nombre Rita Shaw.
Se decidió por el nombre artístico de Dona Drake a principios de los años 1940, con los estudios promocionándola como de origen mexicano y nacida en 1920 como Rita Novella (tomando el nombre de su madre como su supuesto apellido).

## Carrera
Tenía la costumbre de presentarse como mexicana y frecuentemente usaba alias como Una Novella y Rita Novella, normalmente interpretando roles étnicos: latinas, de Oriente Próximo, nativas americanas, gitanas, en sus películas debido a sus rasgos llamativos y angulosos y su cabello oscuro y rizado. Bajo el nombre artístico de Rita Rio, Dona lideró una orquesta conformada exclusivamente por mujeres a comienzos de la década de 1940, también conocida como "Dona Drake and her Girl Band" con la que hizo una gira por Estados Unidos. Entre 1935 y 1955, Drake actuó en más de treinta producciones de cine y televisión, apareciendo en varios westerns a comienzos de la década de 1950.

## Vida personal
En 1936, fue interrogada por el FBI sobre el asesinato de su entonces novio y conocido mafioso, Louis Amberg. Ella afirmó conocerlo solo como "Señor Cohen" y no tener idea de a qué se dedicaba.
Drake se casó con el diseñador de moda y vestuario William Travilla, el 19 de agosto de 1944 y tuvieron una hija, Nia Novella (1951-2002). Travilla apareció en el episodio del 24 de marzo de 1960 de You Bet Your Life, presentado por Groucho Marx, donde mostró a su esposa elegantemente vestida con sus modelos a los telespectadores. Drake murió a causa de un fallo respiratorio debido a una neumonía en Los Ángeles, California, el 20 de junio de 1989, a los 74 años. Fue incinerada y sus cenizas esparcidas en el mar.

## Filmografía seleccionada

### Cine y televisión
- 1935 - Moonlight and Melody
- 1936 - Strike Me Pink
- 1939 - Rita Rio and Her Orchestra
- 1941 - Aloma of the South Seas
- 1941 - Louisiana Purchase
- 1943 - Star Spangled Rhythm
- 1944 - Hot Rhythm
- 1946 - Without Reservations
- 1948 - Another Part of the Forest
- 1949 - The Girl from Jones Beach
- 1949 - Beyond the Forest
- 1950 - Fortunes of Captain Blood
- 1952 - Kansas City Confidential
- 1953 - The Bandits of Corsica
- 1953 - Son of Belle Starr
- 1953 - Down Laredo Way
- 1953 - Adventures of Superman
- 1954 - Superman Flies Again
- 1954 - Princess of the Nile
- 1954 - City Detective
- 1955 - Soldiers of Fortune
- 1955 - The Lone Wolf